# André Roussin

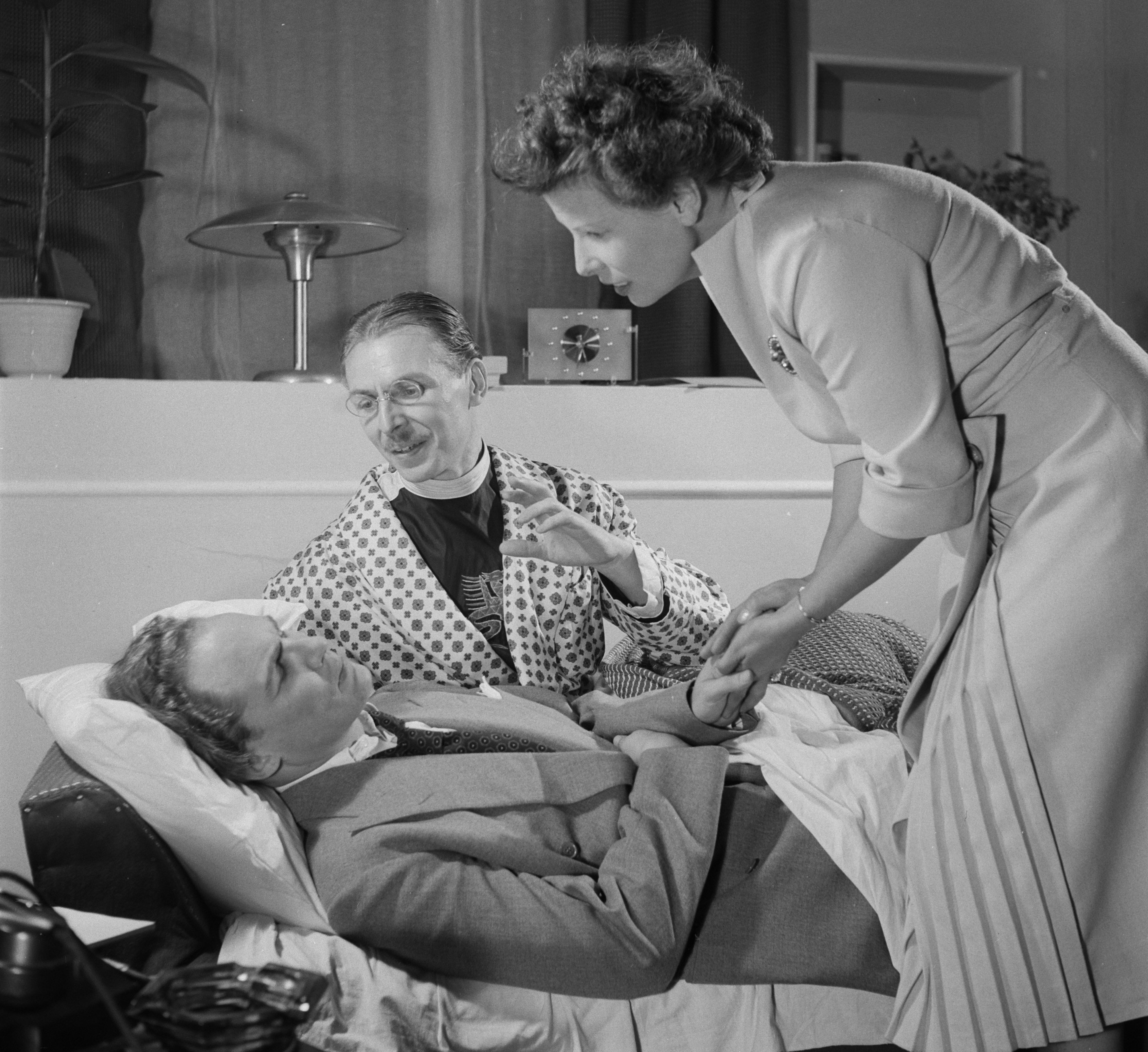
Scena z wystawienia dramatu Nina, 1950

André Roussin (ur. 22 stycznia 1911 w Marsylii, zm. 3 listopada 1987 w Paryżu) – francuski dramaturg i aktor, autor satyrycznych komedii obyczajowych.
Studiował prawo, po ukończeniu studiów pracował jako dziennikarz w Petit Marseillais, następnie został aktorem w trupie Rideau Gris Louisa Ducreux. Jako dramaturg zadebiutował sztuką Am-Stram-Gram. Duży sukces odniosła jego sztuka Le petite hutte (wyst. w 1947 r. w Théâtre des Nouveautés w Paryżu), na podstawie której nakręcono film Mała chatka (1957). W Polsce wystawiono dramaty: Nina (17 maja 1957 w Teatrze Polskim w Poznaniu) oraz Zuzanna na bezludnej wyspie (16 stycznia 1982 w Teatrze Zagłębia).
Od 1973 r. był członkiem Akademii Francuskiej (fotel 7).
Oficer Legii Honorowej, Komandor Orderu Sztuki i Literatury oraz Orderu Narodowego Zasługi.